# Кингспорт (Тенеси)
Кингспорт (енгл. Kingsport) град је у америчкој савезној држави Тенеси.

## Демографија
По попису из 2010. године број становника је 48.205, што је 3.3 (7,3%) становника више него 2000. године.
| Група             | 2000.          | 2010.          |
| Белци             | 41.613 (92,7%) | 43.798 (90,9%) |
| Афроамериканци    | 1.897 (4,2%)   | 1.954 (4,1%)   |
| Азијати           | 356 (0,8%)     | 483 (1,0%)     |
| Хиспаноамериканци | 471 (1,0%)     | 1.036 (2,1%)   |
| Укупно            | 44.905         | 48.205         |